# Miltoncostaeales
Miltoncostaeales es un orden de bacterias de la clase Thermoleophilia. Fue descrito en el año 2021. Su etimología hace referencia al microbiólogo portugués Milton S. da Costa. Contiene una sola familia (Miltoncostaeaceae) y un solo género (Miltoncostaea). Son bacterias que se tiñen como gramnegativas, siendo una excepción en el filo Actinomycetota. Son aerobias y de movilidad variable. Catalasa y oxidasa positivas. Se han aislado de sedimentos marinos.

## Taxonomía
Actualmente existen 2 especies descritas:
- Miltoncostaea marina
- Miltoncostaea oceani